# Иглика (област Габрово)
Вижте пояснителната страница за други значения на Иглика.
Иглѝка е село в Северна България, община Габрово, област Габрово.

## География
Село Иглика се намира на около 11 км север-североизточно от центъра на град Габрово и 8 км запад-югозападно от Дряново. Разположено е в източната част на платото Стражата, в северния му край, в неголямо понижение между две височини от запад и изток, което на север от селото нараства и се спуска по посока на съседното село Скалско. Отвъд билото на западното възвишение на около 0,5 км от селото е каменната кариера „Чериковец“ за добив на инертни материали за строителството. Надморската височина в центъра на Иглика е около 593 м, а общият наклон на терена е на север. Общинският път за селото е дясно отклонение от третокласния републикански път III-5002 в участъка му от село Велковци на север към село Скалско.
Населението на село Иглика, наброявало 104 души при преброяването към 1934 г., намалява до 8 към 1992 г. и до двама души (по текущата демографска статистика за населението) – към 2019 г.

## История
През 1951 г. дотогавашното населено място колиби Чомаците е преименувано на Игликино, през 1966 г. е преименувано на Иглика, а през 1995 г. колиби Иглика придобива статута на село..

## Галерия
- Гледка от селото
- Читалище "Невена Коканова" - изложба
- Читалище "Невена Коканова" - рафтове с книги
- Читалището отвън

## Население
Преброяване на населението през 2011 г.
Численост и дял на етническите групи според преброяването на населението през 2011 г.:
|                     | Численост | Дял (в %) |
| Общо                | 6         | 100,00    |
| Българи             | 5         | 83,33     |
| Турци               | 0         | 0,00      |
| Цигани              | 0         | 0,00      |
| Други               | 0         | 0,00      |
| Не се самоопределят | 0         | 0,00      |
| Неотговорили        | 0         | 0,00      |

## Културни и природни забележителности
Наричат Иглика каменното село – заради великолепно изградените от най-разпространения местен материал – камъка, къщи и дувари.
В близост до селото са разположени възвишения с изглед към Габровската равнина. 
В Иглика са снимани филмите „Вечери в Антимовския хан“ и „Вампир“ с участието на Невена Коканова.

## Други
Невена Коканова е имала къща в село Иглика и там е прекарала последните години от живота си. Водоснабдяването на селото е изградено благодарение усилията на Невена Коканова.